# Claudia Wells
Claudia Grace Wells (Kuala Lumpur, 5 de julio de 1966) es una actriz malayaestadounidense, conocida por su papel de Jennifer Parker en la primera película de la trilogía de Back to the Future (1985).

## Biografía
Claudia nació en Kuala Lumpur, Malasia, para luego establecerse en San Francisco. Pero se crio en Punto fijo, Venezuela. Después de algunas interpretaciones en series de televisión, saltó al estrellato con la película Back to the Future de 1985, interpretando a Jennifer Parker, la novia de Marty McFly. Sin embargo, debido a que su madre fue diagnosticada de cáncer, no estaba disponible para continuar con su papel en Back to the Future Part II y Back to the Future Part III y fue sustituida por Elisabeth Shue.

También en 1985, coprotagonizó Stop the Madness, un vídeo musical en contra de las drogas patrocinado por la administración de Reagan, ofreciéndolo a varios músicos, agentes y atletas famosos. Al año siguiente apareció en la película Babies Having Babies y en la serie de breve duración Fast Times (Tiempos rápidos), una adaptación de la popular película de 1982 Aquel excitante curso (Fast Times at Ridgemont High).
Después de Fast Times no apareció otra vez en pantalla hasta 1996 en la película independiente Still Waters Burn (lanzada a DVD el 12 de febrero de 2008).
Desde 1991, es propietaria de un almacén de ropa para hombres en Studio City, California, llamado Armani Wells.
En 2011, aportó su voz para el personaje de Jennifer Parker en el videojuego Back to the Future: The Game, creado por Telltale Games.

## Filmografía
- 1981: Rise and Shine (serie de televisión) - Patsy D'Allisandro
- 1982: Herbie, the Love Bug (serie de televisión) - Julie MacLane
- 1983: Lovers and Other Strangers (serie de televisión) - Mary Claire Delvecchio
- 1984: Anatomy of an Illness (televisión) - Sarakit
- 1984: Hear Me Cry (televisión) - Wendy
- 1984: Off the Rack (serie de televisión) - Shannon Halloran
- 1985: Able to Do (televisión)
- 1985: Back to the Future - Jennifer Parker
- 1986: Babies Having Babies (televisión) - Lisa
- 1986: Fast Times (serie de televisión) - Linda Barrett
- 1996: Still Waters Burn - Laura Harper